# Rökvacka

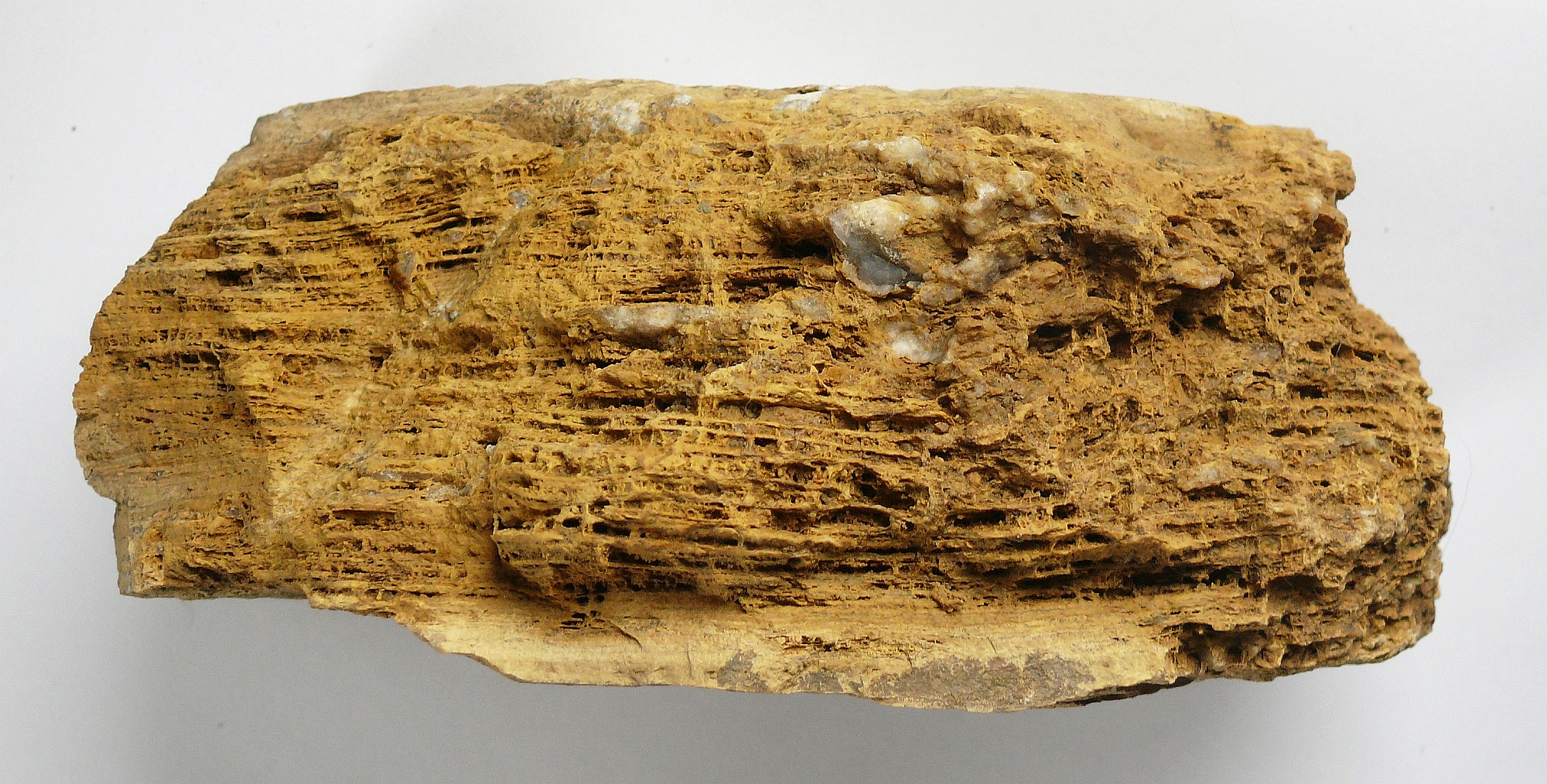
Rökvacka, cirka 18 x 7 cm

Rökvacka eller råvacka är en porös, kornig variant av den sedimentära bergarten dolomit. Bergarten bildas genom att dolomit vittrar i och med att mer kalkhaltiga upplöses, så att små, oregelbundna hålrum bildas, ofta klädda med små skarpspetsiga dolomitkristaller. Namnet rökvacka (ty. Rauchwacke) kommer antagligen av mineralets rökgrå färg och råa, ojämna yta.